# Anne Dedry
Anne Dedry (Werl, 30 december 1956) is een voormalig Belgisch politica voor Groen.

## Leven en werk
Dedry werd in Duitsland geboren als dochter van een officier in het Belgisch leger. Ze groeide ook op in Duitsland en ging naar een Franstalige kleuterschool en een Vlaamse lagere school in Soest. Ze volgde secundair onderwijs in Bensberg. Anne Dedry heeft de Belgische nationaliteit.
Anne Dedry volgde hoger onderwijs aan de Katholieke Universiteit Leuven. Na het volgen van een kandidatuur in de rechten schakelde ze in 1976 over op een opleiding in de gezinssociologie, die in 1981 afsloot met het behalen van haar licentiaatsdiploma. Dedry ging aan de slag in de zorgsector en was in 1983 de oprichtster van het expertisecentrum kraamzorg De Bakermat in Leuven, waarvan ze afgevaardigd beheerder werd. Ook was ze van 1996 tot 2010 beleidsmanager voor zorg en wonen van de KVLV Thuiszorg. In 2011 werd Dedry directrice van Ons Zorgnetwerk, een vereniging die de belangen van mantelzorgers behartigt, en in 2013 tevens directrice van Zorgsaam, een vormingsinstelling gespecialiseerd in thuiszorg en ouderenzorg. Dedry woont in het Vlaams-Brabantse Kessel-Lo.
Ze werd eveneens politiek actief voor de ecologische partijen Agalev en Groen en was van 1999 tot 2002 adjunct-kabinetschef op het kabinet van toenmalig minister van Volksgezondheid Magda Aelvoet (Agalev). Bij de federale verkiezingen van 25 mei 2014 trok ze de Kamerlijst voor Groen in de kieskring Vlaams-Brabant. Ze kreeg 10.598 voorkeurstemmen en werd verkozen in de Kamer van volksvertegenwoordigers. Bij de federale verkiezingen van 26 mei 2019 was Dedry lijstduwer, maar ze werd niet herkozen.

## Dossiers als parlementslid
Als Kamerlid ging Dedry zich toeleggen op de dossiers rond gezondheidszorg, sociale zaken, milieu en voedselzekerheid. Ook was ze van 2018 tot 2019 voorzitter van de Kamercommissie Volksgezondheid, Leefmilieu en Maatschappelijke Hernieuwing.
Samen met Muriel Gerkens diende ze een wetsvoorstel in over de uitbreiding van palliatieve zorg. Ook steunde ze een resolutie van Gerkens om de ondervoeding bij senioren aan te pakken en diende ze met Gerkens nog twee andere wetsvoorstellen in: over een verbod op het gebruik van neonicotinoïden en over sociale rechten voor mantelzorgers.